# Dalechampia magnoliifolia
Dalechampia magnoliifolia är en törelväxtart som beskrevs av Johannes Müller Argoviensis. Dalechampia magnoliifolia ingår i släktet Dalechampia och familjen törelväxter. Inga underarter finns listade i Catalogue of Life.